# Zelofhad
Zelofhad war im Alten Testament ein Vater von fünf Töchtern, anhand deren Beispiel das Erbrecht der Töchter eingeführt wird.

## Etymologie
Der Name Zelofhad (hebräisch צְלָפְחָד ṣəlåfḥād) lässt sich nicht eindeutig erklären. Möglich ist eine Ableitung von ṣəl pachad „Schutz vor Schrecken“, „Schutz ist (mein) Vater“ oder „(im) Schatten des Pachad“.
Die Septuaginta gibt den Namen als Σαλπααδ Salpaad wieder, die Vulgata als Salphaad.

## Familie
Zelofhad gehört dem  Stamm Manasse an, dessen Stammvater nach Num 26,28–34  sein Ur-Ur-Großvater ist. Sein Vater ist Hefer, sein Großvater Gilead, dessen Vater Machir, dessen Vater Manasse.
Zelofhad selbst hat keine Söhne, sondern fünf Töchter: Machla („die Besänftigende“), Noa („die Umherstreifende“), Hogla („Rebhuhn“), Milka („Königin“) und Tirza („Wohlgefallen“) (Num 26,33 ).

## Erbordnung
Nach dem Tod Zelofhads erbitten seine Töchter das Recht, den Anteil des Gelobten Landes, der ihrem Vater zufallen sollte, zu erben, damit der Name ihres Vaters, obwohl keine männlichen Nachkommen existieren, erhalten bleibt. Dazu fordern sie ein Gottesurteil am Eingang des Begegnungszeltes. Dieses entscheidet zu ihren Gunsten (Num 27,1–11 ).
Die Gileaditer argumentieren gegen das Erbrecht der Frauen, dass dadurch der Landbesitz eines Stammes durch Heirat verloren gehen könnte. Es wird deshalb festgelegt, dass die Töchter Zelofhads nur innerhalb ihres Stammes heiraten dürfen (Num 6 ). In Jos 17,1–6  wird ihnen tatsächlich Landbesitz zugeteilt.